# 小行星6136
小行星6136（英語：6136 Gryphon）是一颗围绕太阳公转的小行星。1990年12月22日，A. Natori、浦田武在清水町发现了此天体。
这颗小行星的绝对星等为320.1548424698991等。小行星6136以兒童文學作品《愛麗絲夢遊仙境》的角色獅鷲命名。